# Coupe de la mer du Nord de rugby à XV 2013-2014
Navigation
Coupe de la mer du Nord 2012-2013 Édition suivante
La Coupe de la mer du Nord de rugby à XV 2013-2014 est la troisième édition de cette compétition de rugby à XV organisée par l'Association européenne de rugby.

## Format
Cette édition voit le nombre de participants ramené à 8. La sélection Belgium South West, regroupant les meilleurs joueurs du Brabant Wallon et du Hainaut, se mêle à la compétition.

## Groupe A
| Hilversum Pforzheim Termonde Soignies |

| Équipe                     | Ville     | Pays      |
| -------------------------- | --------- | --------- |
| Sélection régionale du Sud | Hilversum | Pays-Bas  |
| TV Pforzheim               | Pforzheim | Allemagne |
| Dendermondse RC            | Termonde  | Belgique  |
| Belgium South West         | Soignies  | Belgique  |

### Classement
| Rang | Club               | J | V | N | D | Bo | Bd | Pm | Pe | Diff | Pts |
| ---- | ------------------ | - | - | - | - | -- | -- | -- | -- | ---- | --- |
| 1    | TV Pforzheim       | 2 | 2 | 0 | 0 | 2  | 0  | 82 | 31 | +51  | 10  |
| 2    | NL South           | 3 | 2 | 0 | 1 | 2  | 0  | 97 | 72 | +25  | 10  |
| 3    | Dendermonde RC     | 1 | 0 | 0 | 1 | 0  | 0  | 15 | 48 | -33  | 0   |
| 4    | Belgium South West | 2 | 0 | 0 | 2 | 0  | 0  | 23 | 66 | -43  | 0   |

|  | Qualifié pour la finale (no 1). |

## Groupe B
| Boitsfort Schaerbeek Neuenheim Hilversum |

| Équipe                      | Ville               | Pays      |
| --------------------------- | ------------------- | --------- |
| Boitsfort RC                | Watermael-Boitsfort | Belgique  |
| Kituro RC                   | Schaerbeek          | Belgique  |
| SC Neuenheim                | Neuenheim           | Allemagne |
| Sélection régionale du Nord | Hilversum           | Pays-Bas  |

### Classement
| Rang | Club         | J | V | N | D | Bo | Bd | Pm | Pe | Diff | Pts |
| ---- | ------------ | - | - | - | - | -- | -- | -- | -- | ---- | --- |
| 1    | Boitsfort RC | 3 | 3 | 0 | 0 | 0  | 0  | 59 | 32 | +27  | 12  |
| 2    | Kituro RC    | 2 | 1 | 0 | 1 | 1  | 0  | 38 | 33 | +5   | 5   |
| 3    | SC Neuenheim | 1 | 0 | 0 | 1 | 1  | 0  | 13 | 20 | -7   | 1   |
| 4    | NL North     | 2 | 0 | 0 | 2 | 0  | 0  | 25 | 50 | -25  | 0   |

|  | Qualifié pour la finale (no 1). |

## Finale
| 29 mai 2014 17 h 00 | Boitsfort RC | 10 - 28 (3 - 14) | TV Pforzheim | Stade des Trois Tilleuls, Boitsfort 1 500 spectateurs Arbitre : Tom Visser |
| 29 mai 2014 17 h 00 |              |                  |              | Stade des Trois Tilleuls, Boitsfort 1 500 spectateurs Arbitre : Tom Visser |
| 29 mai 2014 17 h 00 |              |                  |              | Stade des Trois Tilleuls, Boitsfort 1 500 spectateurs Arbitre : Tom Visser |